# Acuitapilco
Acuitapilco är en ort i Mexiko.   Den ligger i kommunen Huitzilan de Serdán och delstaten Puebla, i den sydöstra delen av landet, 160 km öster om huvudstaden Mexico City. Acuitapilco ligger 1 330 meter över havet och antalet invånare är 139.
Terrängen runt Acuitapilco är bergig västerut, men österut är den kuperad. Runt Acuitapilco är det ganska tätbefolkat, med 65 invånare per kvadratkilometer. Närmaste större samhälle är Zacapoaxtla, 15,5 km öster om Acuitapilco. I omgivningarna runt Acuitapilco växer i huvudsak städsegrön lövskog.